# Кузнічисько
Кузнічисько (пол. Kuźniczysko) — село в Польщі, у гміні Тшебниця Тшебницького повіту Нижньосілезького воєводства.
Населення — 378 осіб (2011).
У 1975-1998 роках село належало до Вроцлавського воєводства.

## Демографія
Демографічна структура станом на 31 березня 2011 року:
|          | Загалом | Допрацездатний вік | Працездатний вік | Постпрацездатний вік |
| -------- | ------- | ------------------ | ---------------- | -------------------- |
| Чоловіки | 194     | 42                 | 138              | 14                   |
| Жінки    | 184     | 36                 | 116              | 32                   |
| Разом    | 378     | 78                 | 254              | 46                   |